# Ferrari 599 GTB Fiorano
El Ferrari 599 GTB Fiorano és un automòbil esportiu gran turisme produït pel fabricant italià Ferrari des de l'any 2006. És el successor del Ferrari 575M Maranello, i el seu nom es refereix a l'autòdrom de proves de la marca.
Té motor davanter central longitudinal i tracció posterior, està fabricat íntegrament en alumini i s'ofereix únicament amb carrosseria cupè de dues portes i 2 places.

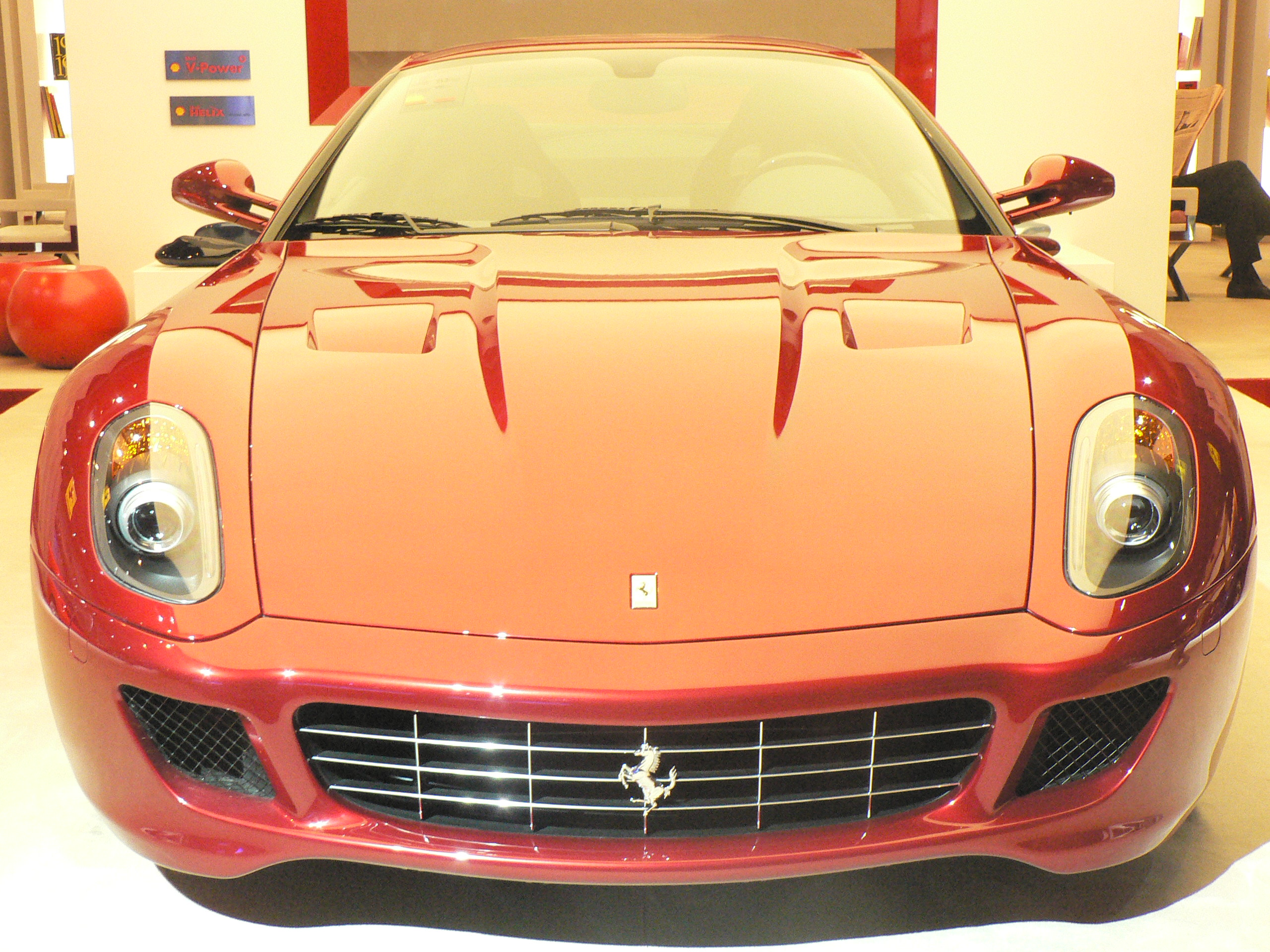
Frontal del 599 GTB.

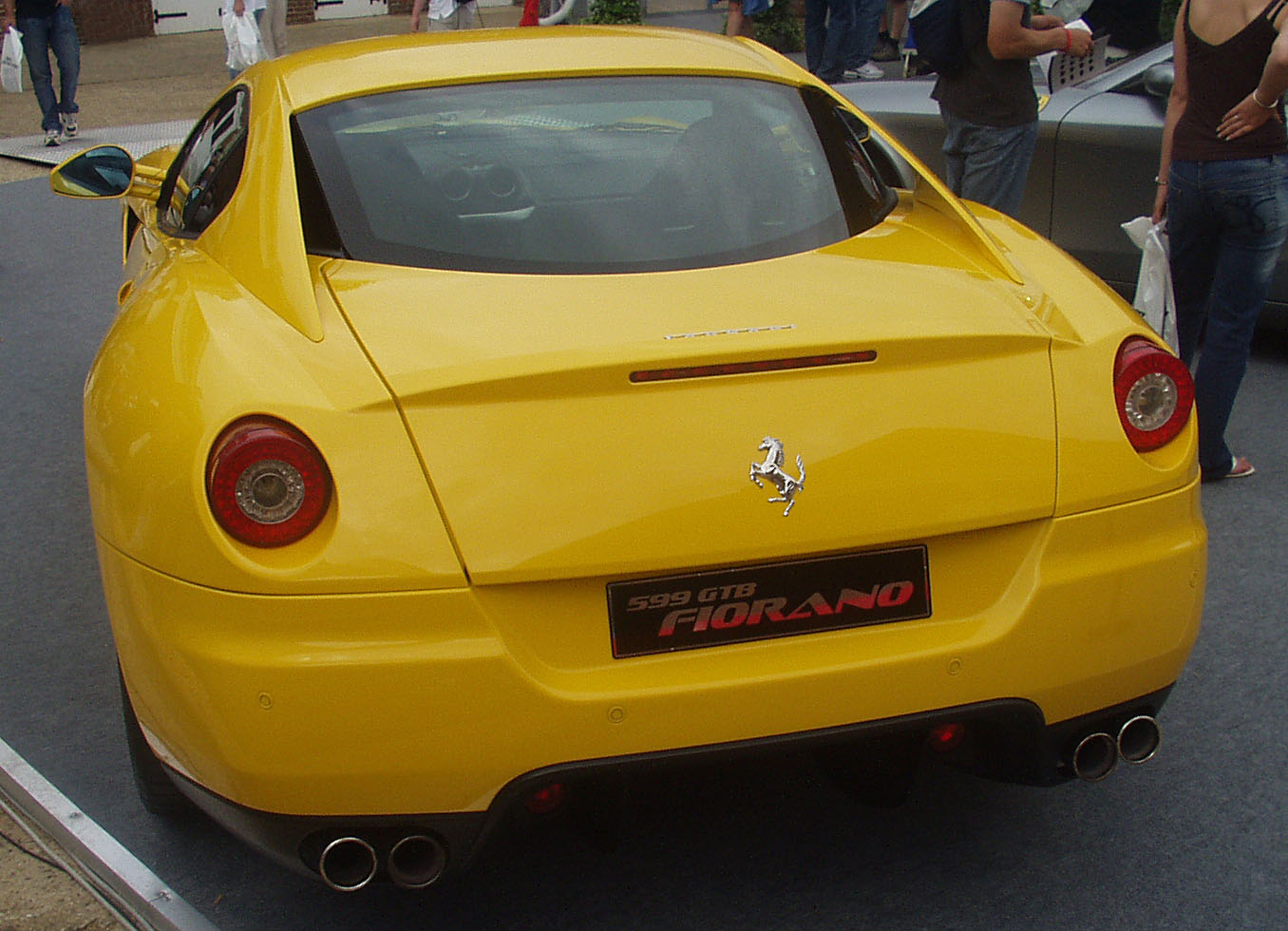
599 GTB.

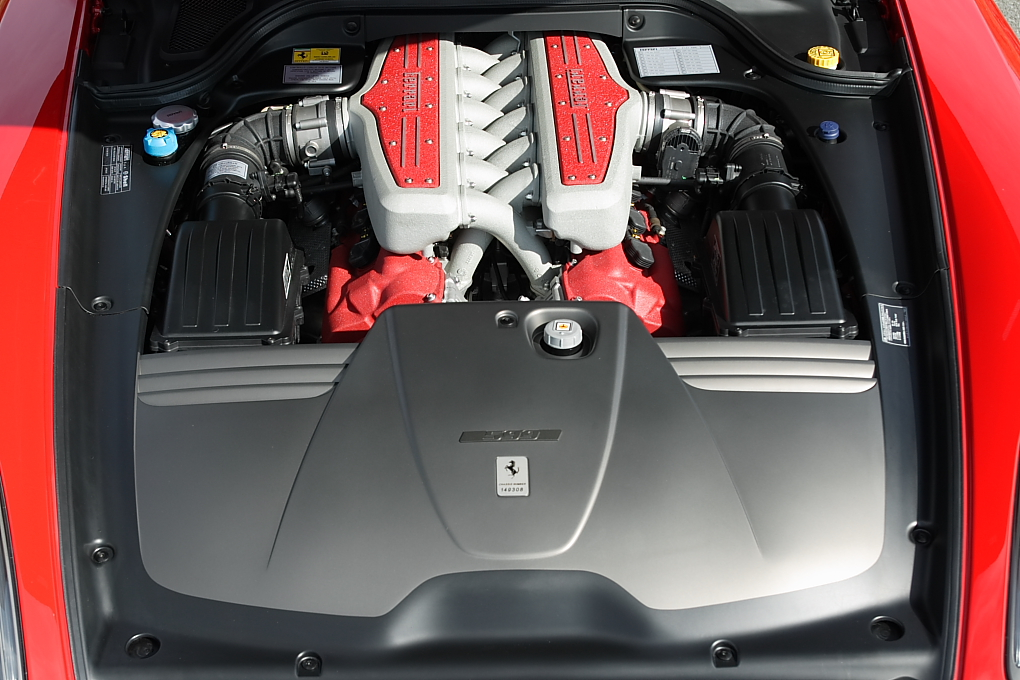
V12 del 599 GTB.

## Característiques

### Mecànica
El 599 GTB té el mateix motor que el Ferrari Enzo, un gasolina de 12 cilindres en V de 6,0 litres de cilindrada. Té quatre vàlvules per cilindre, una relació de compressió de 02/11 a 1 i distribució variable per cadena. Respecte al Enzo, es van fer modificacions en l'admissió, la fuita i el càrter per millorar la potència a sota règim. Per aquesta mateixa raó, la potència màxima és de 620 CV a 7600 rpm, 40 CV inferior a la del Ferrari Enzo.

### Xassís i carrosseria
La carrosseria del 599 GTB va ser dissenyada per Jason Castrioto i Fabrizio Valentini, ambdós de Pininfarina sota la supervisió del llavors director de disseny de Ferrari Frank Stephenson. El disseny interior va estar a càrrec de Giuseppe Randazzo (Pininfarina). El 599 té diversos elements aerodinàmics, entre ells un fons pla i un buit entre el pilar C i la finestreta del darrere, denominat pinna ("aleta" en italià) i que genera una càrrega vertical de 1.550 N quan se circula a 300 km / h.

### Acceleració
(mph / segons)
| 0–30 | 0–40 | 0–50 | 0–60 | 0–70 | 0–80 | 0–90 | 0–100 | 0–110 | 0–120 | 0–130 | 0–140 | 0–150 | 0–160 |
| ---- | ---- | ---- | ---- | ---- | ---- | ---- | ----- | ----- | ----- | ----- | ----- | ----- | ----- |
| 1.8  | 2.3  | 2.9  | 3.7  | 4.4  | 5.4  | 6.3  | 7.4   | 8.8   | 10.2  | 11.8  | 14.0  | 16.3  | 19.0  |

### Transmissió i suspensió
La caixa de canvis seqüencial és capaç de canviar de marxa en una dècima de segon, quan els Ferrari de Fórmula 1 utilitzen mitja dècima. També es va millorar la transmissió i l'embragatge, que ara és de dos discos per a eliminar inèrcies i pes. La caixa de canvis està col·locada sobre el tren posterior i al costat del diferencial, per millorar el repartiment de pesos (el 85% del pes està posat entre ambdós trens). En el 599 no es va recórrer a un diferencial electrònic com fa servir el Ferrari F430, sinó un mecànic convencional (configurat 25% en acceleració i 45% a retenció). El control de tracció és desconnectable.
El 599 és el Ferrari que estrena el sistema d'amortidors magnetoreológicos, una solució que permet variar la duresa de l'amortiment de manera deu vegades més ràpida que amb un sistema convencional de suspensió activa. S'ofereixen en opció discos de frens carbon-ceràmics (Compost entre els quals hi ha la fibra de carboni) i muntats de sèrie en tota la gamma a partir de 2008.

## Fitxa tècnica
| Fitxa tècnica          | 599 GTB Fiorano                                                                  | 599 GTO                                                                          |
| Motor                  | V12 a 65º                                                                        | V12 a 65º                                                                        |
| Cilindrada             | 6.000 cc                                                                         | 6.000 cc                                                                         |
| Alimentació            | injecció indirecta, admissió variable                                            | injecció indirecta, admissió variable                                            |
| Distribució            | vàlvules per cilindre, dos arbres de lleves en cada culata, Distribució Variable | vàlvules per cilindre, dos arbres de lleves en cada culata, Distribució Variable |
| Potència màxima        | 620 CV a 7.600 rpm                                                               | 670 CV a 7.600 rpm                                                               |
| Parell màxim           | 608 Nm (62,04 kgm) a 5.600 rpm                                                   | 620 Nm (62,04 kgm) a 5.600 rpm                                                   |
| Transmissió            | Automàtica, de sis marxes més reversa                                            | Automàtica, de sis marxes més reversa                                            |
| Tracció                | Posterior                                                                        | Posterior                                                                        |
| Acceleració0-100 km/h  | 3,7 s                                                                            | 3,35 s                                                                           |
| Velocitat màxima       | 330 km/h                                                                         | 335 km/h                                                                         |
| Consum mitjà(l/100 km) | Aut (21,3 l/100 km)                                                              | Aut (17,5 l/100 km)                                                              |
| Emissionsde CO2        | Aut (490 g/km)                                                                   | Aut (411 g/km)                                                                   |

## 599 GTO
El 8 d'abril de 2010, Ferrari va anunciar els detalls oficials de la 599 GTO. El cotxe és una versió de carrer del 599XX i a Ferrari diuen que el 599 GTO és el cotxe més ràpid, capaç de donar la volta al circuit de proves de Fiorano en un minut 24 segons, un segon més ràpid que el Ferrari Enzo. El seu motor produeix 670 CV (493 kW 661 CV). A 8250 rpm, amb 620 N · m (460 lliures peus) de torque a 6500 rpm Ferrari [8] afirma el 599 GTO pot arribar als 100 km / h (62 mph) en menys de 3,35 segons i arriba a una velocitat màxima de més de 335 km / h (208 mph). En 1590 quilograms (3.500 lliures), el 599 GTO pesa 100 kg (220 lliures) menys que el GTB estàndard. La producció està limitada a 599 cotxes.Ferrari només ha donat altres dos models de la designació GTO: el GTO 1962 250 i el 288 GTO de 1984.

## Ferrari 599XX

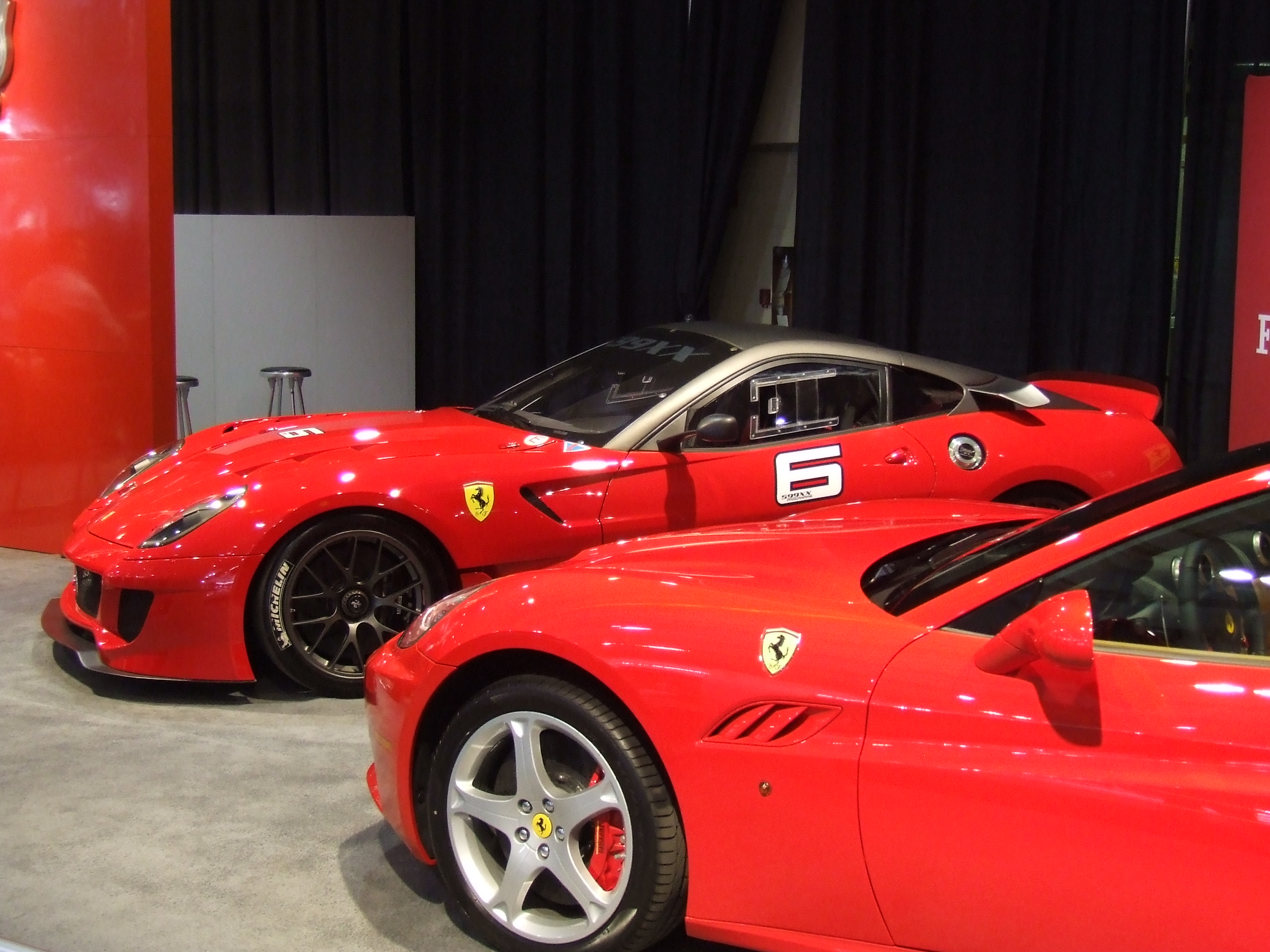
Ferrari 599XX, 2010

El 599XX és un cotxe dissenyat per a ús exclusiu en pista i no pel carrer, basat en 599 GTB. El limitador de revolucions s'eleva a 9.000 rpm, amb la màxima potència de 730 CV (540 kW i 720 CV) a 9000 rpm. El pes es redueix a tallar el pes dels components del motor unitat, i l'ús de materials compostos i parts del cos de fibra de carboni, pastilles de frens de fibra de carboni. Una estratègia nova caixa de canvis es van introduir per reduir el temps general de canvi de marxa a 60 ms. L'aerodinàmica es torna a donar més càrrega aerodinàmica (280 kg (617 lliures) a 200 km / h, 630 kg (1.389 lliures) a 300 km / h). El cotxe també inclou 29/67 R19 davanters i 31/71 R19 posteriors amb llantes de 19 x 11j llantes a la part davantera i 12j x 19 en la part posterior.
El cotxe va ser desvetllat a l'Auto Show de Ginebra 2009.Ferrari anunciar el 2010 Beijing International Auto Show que el 599XX havia completat el circuit de Nordschleife a Nürburgring en un temps de 6 minuts i 58.16 segons - el segon temps més ràpid mai registrat per a un cotxe esportiu.